# Dawson Springs
Dawson Springs är en ort dels i Caldwell County, dels i Hopkins County i delstaten Kentucky i USA. År 2000 hade orten 2 980 invånare. Den har enligt United States Census Bureau en area på 10,2 km², allt är land.